# جرج هیلیارد
جرج وایتساید هیلیارد (انگلیسی: George Whiteside Hillyard؛ زاده ۶ فوریهٔ ۱۸۶۴ درگذشته ۲۴ مارس ۱۹۴۳) یک تنیس‌باز اهل بریتانیا بود.